# 伝道掲示板

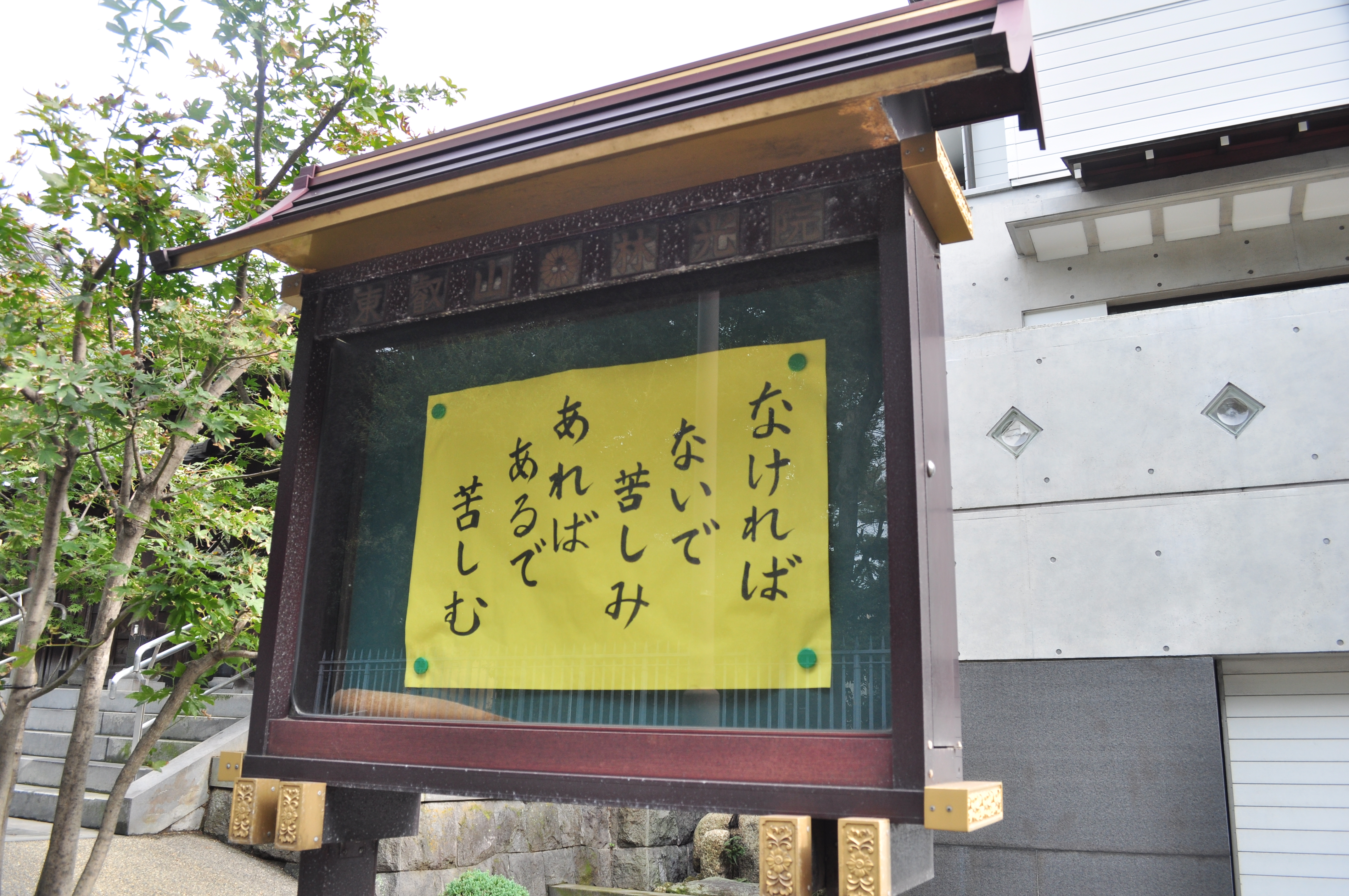
伝道掲示板の一例

伝道掲示板（でんどうけいじばん）は、仏教寺院の門前等に設けられている掲示板。一般的に「お寺の掲示板」と呼ばれるものである。

## 内容等
仏教界では、明治時代以降に衆生教化のため、教義等を記したポスターを掲示するようになった。これを「掲示伝道（けいじでんどう）」といい、この掲示伝道を行う媒体が「伝道掲示板」である。
内容としては、仏典の一節を引用したり、仏教教義に基づき人々の心を揺さぶるような標語を掲示している。中には横文字やイラストを交えたものもある。むろん、各寺院や所属宗派の行事の告知など、一般的な連絡を目的とする掲示がされることもある。
設置場所は、檀信徒に限らず、一般人にも広く知ってもらうことで寺に関心を持ってほしいという観点から、境内ではなく門前に置かれていることが多い。
真宗佛光寺派の本山佛光寺では、月ごとに掲示する「8行の標語」が知られている。何故8行なのかは不明であるが、50年以上続いており、佛光寺公式サイトでは2010年（平成22年）以降の標語が掲載されている。

## 輝け！お寺の掲示板大賞
21世紀に入り、SNSが普及するにつれ、一部の寺の伝道掲示板の標語が注目を浴び、広く拡散されるようになった。仏教伝道協会では2018年（平成30年）以降、輝け!お寺の掲示板大賞を主催し、「有難さ・ユニーク・インパクト等」がある標語を表彰するようになった。